# 黄刺仙人掌
黄刺仙人掌是仙人掌科仙人掌属的一个种，原产墨西哥南部的瓦哈卡州和恰帕斯州以及中美洲的哥斯达黎加、危地马拉、洪都拉斯、尼加拉瓜。